# Międzynarodowy Półmaraton Philipsa
Piła Philips Półmaraton – bieg uliczny na dystansie półmaratonu, odbywający się od 2000 roku w Pile.
Impreza jest kontynuacją odbywającego się w latach 1991–1999 biegu na dystansie 15 km – Pilska Piętnastka. W roku 2000 zmieniono dystans na półmaraton, pozyskano też sponsora głównego, którym został Philips.
Od początku w ramach pilskiego półmaratonu rozgrywane są mistrzostwa Polski mężczyzn w półmaratonie, a do 2011 roku także mistrzostwa Polski kobiet w półmaratonie.

## Rezultaty

### Półmaraton
| Nr | Data         | Zwycięzca                                  | rocznik                                    | Kraj                                       | Czas                                       | Zwyciężczyni                               | rocznik                                    | Kraj                                       | Czas                                       |
| -- | ------------ | ------------------------------------------ | ------------------------------------------ | ------------------------------------------ | ------------------------------------------ | ------------------------------------------ | ------------------------------------------ | ------------------------------------------ | ------------------------------------------ |
| 10 | 27.VIII.2000 | Jan Białk                                  | 69                                         | Polska                                     | 1:03:38                                    | Dorota Gruca                               | 70                                         | Polska                                     | 1:13:03                                    |
| 11 | 9.IX.2001    | John Rotich                                | 68                                         | Kenia                                      | 1:02:46                                    | Dorota Gruca                               | 70                                         | Polska                                     | 1:13:39                                    |
| 12 | 8.IX.2002    | Yuki Mori                                  | 79                                         | Japonia                                    | 1:03:10                                    | Kotorida Takako                            | 75                                         | Japonia                                    | 1:12:51                                    |
| 13 | 7.IX.2003    | Waldemar Glinka                            | 68                                         | Polska                                     | 1:03:22                                    | Natalija Berkut                            | 75                                         | Ukraina                                    | 1:12:49                                    |
| 14 | 5.IX.2004    | Piotr Drwal                                | 73                                         | Polska                                     | 1:03:49                                    | Małgorzata Sobańska                        | 69                                         | Polska                                     | 1:13:27                                    |
| 15 | 11.IX.2005   | Michael Karonei                            | 82                                         | Kenia                                      | 1:04:55                                    | Natalija Berkut                            | 75                                         | Ukraina                                    | 1:13:30                                    |
| 16 | 10.IX.2006   | Michael Karonei                            | 82                                         | Kenia                                      | 1:03:29                                    | Monika Drybulska                           | 80                                         | Polska                                     | 1:14:01                                    |
| 17 | 9.IX.2007    | Michael Karonei                            | 82                                         | Kenia                                      | 1:03:25                                    | Dorota Gruca                               | 70                                         | Polska                                     | 1:13:29                                    |
| 18 | 7.IX.2008    | Boniface Nduva                             | 84                                         | Kenia                                      | 1:03:48                                    | Wolha Kraucowa                             | 81                                         | Białoruś                                   | 1:14:48                                    |
| 19 | 6.IX.2009    | Boniface Nduva                             | 84                                         | Kenia                                      | 1:03:35                                    | Agnieszka Gortel                           | 77                                         | Polska                                     | 1:14:14                                    |
| 20 | 5.IX.2010    | Cosmas Kyeva                               | 85                                         | Kenia                                      | 1:03:31                                    | Agnieszka Gortel                           | 77                                         | Polska                                     | 1:12:52                                    |
| 21 | 4.IX.2011    | Martin Mukule                              | 89                                         | Kenia                                      | 1:02:25                                    | Agnieszka Gortel                           | 77                                         | Polska                                     | 1:14:43                                    |
| 22 | 9.IX.2012    | Boniface Nduva                             | 84                                         | Kenia                                      | 1:03:31                                    | Maryna Damancewicz                         | 84                                         | Białoruś                                   | 1:14:12                                    |
| 23 | 8.IX.2013    | Munywoki Joshua Maingi                     | 94                                         | Kenia                                      | 1:03:05                                    | Olga Ochal                                 | 85                                         | Polska                                     | 1:14:18                                    |
| 24 | 7.IX.2014    | Mueteti Daniel Muindi                      | 94                                         | Kenia                                      | 1:02:11                                    | Swietłana Stanko                           | 76                                         | Ukraina                                    | 1:15:25                                    |
| 25 | 6.IX.2015    | Mbithi Robert Wambua                       | 89                                         | Kenia                                      | 1:02:29                                    | Maryna Damancewicz                         | 84                                         | Białoruś                                   | 1:12:13                                    |
| 26 | 4.IX.2016    | Szymon Kulka                               | 93                                         | Polska                                     | 1:04:28                                    | Izabela Trzaskalska                        | 88                                         | Polska                                     | 1:12:44                                    |
| 27 | 3.IX.2017    | Kimaiyo Hillary Kiptum Maiyo               | 94                                         | Kenia                                      | 1:03:27                                    | Barsosio Stellah Jepngetich                | 93                                         | Kenia                                      | 1:11:09                                    |
| 28 | 2.IX.2018    | Silas Mwtich                               | 97                                         | Kenia                                      | 1:03:45                                    | Agnes Chebet                               | 92                                         | Kenia                                      | 1:14:00                                    |
| 29 | 8.IX.2019    | Cosmas Kyeva                               | 85                                         | Kenia                                      | 1:02:51                                    | Aleksandra Lisowska                        | 90                                         | Polska                                     | 1:12:45                                    |
| -  | 2020         | Zawody odwołane z powodu pandemii COVID-19 | Zawody odwołane z powodu pandemii COVID-19 | Zawody odwołane z powodu pandemii COVID-19 | Zawody odwołane z powodu pandemii COVID-19 | Zawody odwołane z powodu pandemii COVID-19 | Zawody odwołane z powodu pandemii COVID-19 | Zawody odwołane z powodu pandemii COVID-19 | Zawody odwołane z powodu pandemii COVID-19 |
| 30 | 5.IX.2021    | Tomasz Grycko                              | 92                                         | Polska                                     | 1:04:44                                    | Monika Jackiewicz                          | 92                                         | Polska                                     | 1:12:50                                    |
| 31 | 4.IX.2022    | Cosmas Mutuku Kyeva                        | 85                                         | Kenia                                      | 1:07:00                                    | Valentyna Veretska                         | 90                                         | Ukraina                                    | 1:16:11                                    |

### Medaliści mistrzostw Polski
| Rok  | 1. miejsce                             | Czas    | 2. miejsce                              | Czas    | 3. miejsce                             | Czas    |
| ---- | -------------------------------------- | ------- | --------------------------------------- | ------- | -------------------------------------- | ------- |
| 2000 | Jan Białk Wejher Wejherowo             | 1:03:38 | Mirosław Plawgo KS Oleśniczanka         | 1:04:11 | Piotr Drwal Gryf-3 Słupsk              | 1:04:36 |
| 2001 | Adam Dobrzyński Ekspres Katowice       | 1:03:18 | Artur Osman Ekspres Katowice            | 1:03:56 | Waldemar Glinka GLKS Świdnica          | 1:04:12 |
| 2002 | Artur Osman Ekspres Katowice           | 1:04:01 | Grzegorz Gajdus WKS Oleśniczanka        | 1:04:35 | Adam Dobrzyński Ekspres Katowice       | 1:04:40 |
| 2003 | Waldemar Glinka GLKS Świdnica          | 1:03:22 | Adam Dobrzyński Ekspres Katowice        | 1:03:25 | Michał Bartoszak Biegus Wręczyca       | 1:04:00 |
| 2004 | Piotr Drwal Ekspres Katowice           | 1:03:49 | Adam Dobrzyński Ekspres Katowice        | 1:03:56 | Radosław Dudycz Ekspres Katowice       | 1:04:01 |
| 2005 | Adam Dobrzyński Ekspres Katowice       | 1:05:14 | Paweł Ochal Zawisza Bydgoszcz           | 1:05:41 | Dariusz Kruczkowski Zawisza Bydgoszcz  | 1:05:55 |
| 2006 | Henryk Szost WKS Oleśniczanka          | 1:03:47 | Paweł Ochal Roszak Solec Kujawski       | 1:04:21 | Jarosław Cichocki AZS AWF Gorzów Wlkp. | 1:04:35 |
| 2007 | Arkadiusz Sowa WKS Oleśniczanka        | 1:03:42 | Rafał Wójcik Fart Kielce                | 1:03:54 | Piotr Drwal Jantar Ustka               | 1:04:05 |
| 2008 | Artur Kozłowski MOS Sieradz            | 1:04:29 | Michał Kaczmarek Siły Powietrzne Poznań | 1:04:46 | Paweł Ochal MUKS Bydgoszcz             | 1:04:53 |
| 2009 | Mariusz Giżyński Sporting Międzyzdroje | 1:04:21 | Michał Smalec Podlasie Białystok        | 1:04:42 | Arkadiusz Sowa Grunwald Poznań         | 1:04:51 |
| 2010 | Michał Kaczmarek Grunwald Poznań       | 1:04:14 | Błażej Brzeziński MUKS Bydgoszcz        | 1:05:06 | Artur Kozłowski MOS Sieradz            | 1:05:26 |
| 2011 | Marcin Chabowski Flota Gdynia          | 1:02:26 | Henryk Szost Grunwald Poznań            | 1:04:09 | Michał Kaczmarek Grunwald Poznań       | 1:04:18 |
| 2012 | Arkadiusz Gardzielewski Śląsk Wrocław  | 1:04:04 | Marcin Błaziński Meta Lubliniec         | 1:04:21 | Damian Kabat Zawisza Bydgoszcz         | 1:06:29 |

### Medalistki mistrzostw Polski
| Rok  | 1. miejsce                        | Czas    | 2. miejsce                          | Czas    | 3. miejsce                         | Czas    |
| ---- | --------------------------------- | ------- | ----------------------------------- | ------- | ---------------------------------- | ------- |
| 2000 | Dorota Gruca Agros Zamość         | 1:13:03 | Małgorzata Sobańska AZS AWF Wrocław | 1:14:17 | Aniela Nikiel Sprint Bielsko-Biała | 1:15:13 |
| 2001 | Dorota Gruca Agros Zamość         | 1:13:39 | Elżbieta Jarosz Śląsk Wrocław       | 1:13:42 | Grażyna Syrek Olimpia Poznań       | 1:13:45 |
| 2002 | Monika Drybulska Olimpia Poznań   | 1:13:34 | Wioletta Uryga MZKS Flora Praska    | 1:13:49 | Aniela Nikiel Sprint Bielsko-Biała | 1:14:08 |
| 2003 | Dorota Gruca Agros Zamość         | 1:13:20 | Grażyna Syrek Olimpia Poznań        | 1:13:34 | Monika Drybulska Olimpia Poznań    | 1:14:04 |
| 2004 | Małgorzata Sobańska Dąb Kozienice | 1:13:27 | Edyta Lewandowska RKS Łódź          | 1:13:41 | Elżbieta Jarosz Śląsk Wrocław      | 1:14:35 |
| 2005 | Grażyna Syrek Olimpia Poznań      | 1:14:56 | Edyta Lewandowska RKS Łódź          | 1:15:17 | Renata Paradowska KS Piaseczno     | 1:16:31 |
| 2006 | Monika Drybulska Olimpia Poznań   | 1:14:01 | Edyta Lewandowska RKS Łódź          | 1:15:44 | Arleta Meloch Olimpia Grudziądz    | 1:17:04 |
| 2007 | Dorota Gruca Agros Zamość         | 1:13:29 | Edyta Lewandowska RKS Łódź          | 1:14:37 | Agnieszka Gortel AKS Chorzów       | 1:15:10 |
| 2008 | Agnieszka Gortel AKS Chorzów      | 1:14:48 | Edyta Lewandowska RKS Łódź          | 1:14:54 | Marzena Kłuczyńska AZS Poznań      | 1:15:20 |
| 2009 | Agnieszka Gortel AKS Chorzów      | 1:14:14 | Marzena Kłuczyńska AZS Poznań       | 1:15:24 | Maria Maj-Roksz Wejher Wejherowo   | 1:15:37 |
| 2010 | Agnieszka Gortel AKS Chorzów      | 1:12:52 | Agnieszka Ciołek AZS AWF Wrocław    | 1:14:35 | Patrycja Włodarczyk JKLA Jawor     | 1:15:58 |
| 2011 | Agnieszka Gortel AKS Chorzów      | 1:14:43 | Katarzyna Durak LUKS Żórawina       | 1:17:00 | Karolina Rakieć Ursynów Warszawa   | 1:19:12 |

## Frekwencja
| Nr | Data             | Ukończyło | kobiet |
| -- | ---------------- | --------- | ------ |
| 10 | 27 sierpnia 2000 | 605       |        |
| 11 | 9 września 2001  | 598       | 41     |
| 12 | 8 września 2002  | 615       | 44     |
| 13 | 7 września 2003  | 634       | 44     |
| 14 | 5 września 2004  | 799       | 60     |
| 15 | 11 września 2005 | 857       | 80     |
| 16 | 10 września 2006 | 917       | 70     |
| 17 | 9 września 2007  | 1092      | 89     |
| 18 | 7 września 2008  | 1213      | 130    |
| 19 | 6 września 2009  | 1449      | 147    |
| 20 | 5 września 2010  | 1721      | 200    |
| 21 | 4 września 2011  | 2114      | 256    |
| 22 | 9 września 2012  | 1931      | 259    |
| 23 | 8 września 2013  | 2431      | 431    |
| 24 | 7 września 2014  | 2856      | 512    |
| 25 | 6 września 2015  | 3092      | 645    |
| 26 | 4 września 2016  | 3259      | 825    |
| 27 | 3 września 2017  | 3623      | 983    |
| 28 | 2 września 2018  | 3826      | 1018   |
| 29 | 8 września 2019  | 2668      | 767    |
| 30 | 5 września 2021  | 1051      | 226    |
| 31 | 4 września 2022  | 1045      | 251    |